# Ligament alvéolo-dentaire

Détail d'une molaire humaine.1. Dent 2. Émail dentaire 3. Dentine 4. Pulpe dentaire 5. chambre pulpaire 6.canal pulpaire 7. Cément 8. Couronne 9. cuspide 10. sillon 11. collet 12. Racines 13. plancher 14. 15. apex 16. Sulcus gingivae 17. Parodonte 18.Gencive 19.papille 20. attache épithéliale 21.attache conjonctive 22. Ligament alvéolo-dentaire 23. Os alvéolaire 24. 25.pédicule vasculo-nerveux 26.artères alvéolaires (sup ou inf) 27. canal alvéolaire

Le ligament alvéolo-dentaire ou desmodonte, aussi appelé ligament desmodontal ou ligament parodontal, est un tissu conjonctif dense entourant la racine des dents et situé entre le cément et la corticale alvéolaire interne de l'os alvéolaire. Le desmodonte peut faire plus précisément référence à l'espace anatomique compris entre le cément et l'os alvéolaire.
La dent n'est pas soudée à l'os ; il existe toujours un espace entre la dent et l'os alvéolaire, visible à la radiographie.
Cet espace autorise à la dent une mobilité physiologique. Sa disparition mène à l'ankylose, où les tissus de la dent fusionnent avec ceux de l'os. Dans un tel cas, l’avulsion devient très délicate.
La largeur moyenne du desmodonte est de 0,25 mm. Il existe une zone de rétrécissement du ligament à la jonction du tiers apical et des deux tiers cervical de la racine, correspondant à l'hypomochlion.
Ce ligament constitue avec l'os une véritable articulation et renferme des cellules de régénération osseuse, ligamentaire et cémentaire. Il est richement innervé par des récepteurs mécaniques ou mécanorécepteurs : les « propriocepteurs desmodontaux ». Ceux-ci renseignent le système nerveux central sur l'occlusion des dents, ou contraintes exercées entre les deux arcades dentaires juxtaposées par l'intermédiaire des mâchoires soumises aux contractions, réflexes ou volontaires, des muscles manducateurs (muscles masticateurs, muscles sus-hyoïdiens et muscles sous-hyoïdiens). Ces muscles sont responsables de la posture de la mandibule ou mâchoire inférieure.
Le desmodonte n'est pas présent autour de l'implant dentaire, composé de titane commercialement pur.

## Histologie
Il est composé de tissu conjonctif mou non calcifié. Sa largeur moyenne est de 0,25 mm à + ou - 50 % : il est plus étroit dans les régions moyennes et est élargi dans les régions apicales et coronaires. Il possède des cellules conjonctives, une matrice extracellulaire et un réseau fibreux dense. Ses cellules sont très actives et ont un fort potentiel de différenciation, surtout des fibroblastes mais aussi des cellules faiblement différenciées capables de se différencier sous l'influence de certains facteurs en cémentoblastes, ostéoblastes ou fibroblastes.
C'est pourquoi les cellules du desmodonte jouent un grand rôle dans la cicatrisation.
Les fibres de collagène du parodonte qui relient l'os alvéolaire au cément
de la dent s'appellent les fibres de Sharpey. Tout ceci constitue un réseau très dense
richement vascularisé (jouant donc un rôle dans la cicatrisation) et cette vascularisation est
anastomosée à celle osseuse afin de servir d'amortisseur.

## Pathologies

### La desmodontite
C'est une inflammation du desmodonte.
Elle peut être provoquée par les microbes de la plaque dentaire ou par des forces occlusales trop importantes et non physiologiques (bruxisme, « grincement » des dents).
Ceci peut entraîner un élargissement réversible du desmodonte (traumatisme occlusal) ou une récession parodontale (« déchaussement ») irréversible de la racine dentaire (« parodontolyse »). Une desmodontite légère et éphémère s'observe souvent à la suite d'un traitement endodontique. Les signes d'une desmodontite sont une sensibilité à la pression.

### Arthrite dentaire
Par extension, quand l'inflammation touche le ligament alvéolo-dentaire, on parle aussi d'arthrite dentaire.